# КАМАЗ-4326-9
КАМАЗ-4326-9 (VK) — российский гоночный автомобиль команды «КАМАЗ-мастер». Преемник КАМАЗ 4911. Построен на базе серийной армейской модели. С 2007 года участвует в международном ралли «Дакар».

## История создания и производства
Поводом для создания машины послужили очередные изменения требований к грузовикам со стороны FIA, которые позволяли омологировать спортивный автомобиль на базе серийных узлов и агрегатов. Новый полноприводный спортивный внедорожник имел с 2007 года восьмицилиндровый двигатель ЯМЗ-7Э846.10-07 мощностью в 850 л. с., а с 2011 года дизельные двигатели ЯМЗ-7Э846.10-07 заменены на ТМЗ-7Э846.10-07.
В 2013 году на автомобиль установлен двигатель Liebherr D9508 мощностью в 920 л. с.
Двигатель автомобиля перенесен на 400 мм, а кабина — на 200 мм в сторону задней оси. Это позволило улучшить «развесовку»
грузовика. За счет уменьшения переднего свеса улучшилась геометрическая проходимость. Спускаясь с дюны, машина без помех переходит в горизонтальное положение (раньше задевала бампером за поверхность). Ход автомобиля стал более плавным за счет модернизации подвески, в частности применения новых амортизаторов.
Вес автомобиля удалось снизить, хотя до разрешенного устроителями «Дакара» минимального предела в 8,5 тонн дойти пока не получилось, но работа над этим ведется и по сей день. Согласно требованиям ФИА по уменьшению дымности, пришлось изменить настройки топливной системы, что привело к уменьшению мощности.
Автомобиль КАМАЗ 4326 VK был создан в полном соответствии с техническими требованиями организаторов международных ралли-марафонов и первым прошел омологацию в своем классе.

## Технические характеристики
- Колёсная формула — 4 × 4
- Весовые параметры и нагрузки, а/м
  - Снаряжённая масса а/м, кг — 9500
  - Полная масса, кг — 10800
- Кабина
  - Тип — расположенная над двигателем
- Колёса и шины
  - Тип колёс — дисковые
  - Тип шин — пневматические, с регулированием давления
- Кузов
  - Число мест — 3
  - Длина, мм — 7220
  - Высота, мм — 3350
  - Ширина, мм — 2550
  - Колесная база, мм — 4250
  - Нагрузка на передний мост, кг — 4800
  - Нагрузка на задний мост, кг — 4700
- Двигатель
  - Модель — ТМЗ-7Э846.10-07
  - Тип — дизельный с турбонаддувом
  - Мощность кВт (л. с.) — 611 (831)
  - Расположение и число цилиндров — V-образное, 8
- Коробка передач
  - Тип — механическая, шестнадцатиступенчатая
- Коробка передач ZF (Германия)
- Общие характеристики
  - Максимальная скорость — 163 км/ч.
  - Угол преодол. подъёма, не менее, % — 36
  - Внешний габаритный радиус поворота, м — 11,3
  - Расход топлива на 100 км, л — 140 (при движении с полной нагрузкой на бездорожье и скоростью 120 км/ч)
  - ZF16S251, 16-ступенчатая
- Раздаточная коробка (Австрия)
  - STEYR VG2000/396, с блокировкой межосевого дифференциала
- Шины (Россия)
  - Кама-Евро
- Амортизаторы (Нидерланды)
  - Reiger
- Ведущие мосты (Финляндия)
  - Sisu
- Карданная передача (Турция)
  - Tirsan Kardan
- Сцепление (Германия)
  - SACHS
- Тормозная система (Бельгия)
  - Wabco — барабанные
- Динамические характеристики
  - Максимальная скорость, км/ч — 163 (ограничена)
  - 0-100 км/ч ~16 сек.

Газодизельный, оборудован четырьмя 89-литровыми баллонами польской фирмы Stako с компримированным природным газом. В сумме они вмещают 80 кубометров газа, которых в гонке хватает примерно на 340—350 км. Баллоны изготовлены из алюминия толщиной 5 мм, снаружи — композитные материалы (кевлар) толщиной 10 мм. Один пустой баллон весит 35 кг. Газобаллонная установка, полностью заправленная природным газом добавляет к весу автомобиля 241 кг. Основной топливный бак вмещает 1000 литров дизельного топлива. Запас хода автомобиля составляет почти 1500 км, что на 500 км больше при использовании только дизельного топлива.
При работе в газодизельном цикле топливная смесь состоит на 30 % из природного газа и на 70 % из дизтоплива, подаваемого во впускной
коллектор. Так как температура воспламенения природного газа почти вдвое выше, чем у дизеля, сначала на такте впуска в камеру сгорания подается газовоздушная смесь, которая воспламеняется в конце такта сжатия, в момент впрыска основной (так называемой запальной) порции дизтоплива.

## Двигатель
Автомобиль КАМАЗ-4326 существует в различных исполнениях с двигателями ЯМЗ/ТМЗ: дизельными и газо-дизельными. Для ралли «Дакар» в 2015 году команда выставила автомобиль с двигателем Liebherr D9508.
Модель — ЯМЗ-7Э846.10-07
- Производитель — Ярославский моторный завод[5]
- Тип — дизельный с турбонаддувом
- Диаметр цилиндров, мм — 140
- Ход поршня, мм — 150
- Рабочий объём, л — 18,472
- Расположение и число цилиндров — V-образное, 8
- Число клапанов — 32
- Мощность, кВт (л. с.) — 624 (849)
- Макс. крутящий момент, Н·м (об/мин) — 3100 (1400—1600)

Модель — ТМЗ-7Э846.10-07
- Производитель — Тутаевский моторный завод[5]
- Тип — дизельный с турбонаддувом
- Диаметр цилиндров, мм — 140
- Ход поршня, мм — 150
- Рабочий объём, л — 18,472
- Расположение и число цилиндров — V-образное, 8
- Число клапанов — 32
- Мощность, кВт (л. с.) — 610 (830)
- Макс. крутящий момент, Н·м (об/мин) — 3000 (1400—1600)

Модель — ТМЗ-7Э846.10
- Производитель — Тутаевский моторный завод
- Тип — дизельный с турбонаддувом и промежуточным охлаждением (интеркулером) с комбинированной системой питания дизель+метан (70 % ДТ, 30 % сжатый природный газ)
- Диаметр цилиндров, мм — 140
- Ход поршня, мм — 150
- Рабочий объём, л — 18,472
- Расположение и число цилиндров — V-образное, 8
- Мощность, л. с. — 950 при 2500 об/мин
- Макс. крутящий момент, Н·м — 3600 при 1500 об/мин

Модель — D9508
- Производитель — Liebherr
- Тип — дизельный с турбонаддувом и интеркулером
- Рабочий объём, л — 16,2
- Расположение и число цилиндров — V-образное, 8
- Мощность, л. с. — 920 при 2400 об/мин